# Helena Cichowicz
Helena Cichowicz (ur. 14 lutego 1860 w Krotoszynie, zm. 10 września 1929 w Knocke-sur-Mer w Belgii) – działaczka społeczno-kulturalna, ludoznawczyni, współzałożycielka Towarzystwa Ludoznawczego i Zbiorów Ludoznawczych w Poznaniu.

## Życiorys
Helena Cichowicz urodziła się w Krotoszynie w rodzinie bogatych kupców. Jej rodzicami byli Antoni Cichowicz, kupiec oraz Prakseda z domu Weichmann–Robińska. Wykształcenie zdobywała w Zakładzie Sióstr Urszulanek we Wrocławiu. W 1885 roku została żoną Ludwika Zachariasza Cichowicza, który był znanym adwokatem poznańskim. Mieszkali w kamienicy przy Placu Wolności 18, w kamienicy nazywanej "Polskim Domem Przemysłowym". Mieli dwójkę dzieci: córkę Wiesławę (ur. 1886, zm. 1975) i syna Zbigniewa (ur. 1890). Zmarła niespodziewanie w Knocke sur Mer w Belgii 10 września 1929 roku. Została pochowana na nowym cmentarzu świętomarcińskim przy ul. Bukowskiej (obecnie teren Międzynarodowych Targów Poznańskich). Podczas okupacji grób został ekshumowany i przeniesiony na Cmentarz przy ul. Samotnej na Dębcu. Miejscem upamiętnienia Heleny oraz Ludwika jest znajdujący się na Cmentarzu Górczyńskim w Poznaniu (kwatera: II L 1, rząd: 3, miejsce:1) grób ich córki - Wiesławy.

## Działalność społeczna
W Towarzystwie Muzycznym „Lutnia”, które zostało założone w 1899 w Poznaniu prowadziła między innymi szkolenie chórów. Od 1900 do 1905 była przewodniczącą towarzystwa, które zostało przez nią przekształcone w poważną instytucję, która co miesiąc urządzała koncerty w których brali udział wybitni polscy artyści, a dochody z imprez były przeznaczane na kształcenie młodych muzyków.

## Działalność ludoznawcza
8 marca 1910 roku założono Towarzystwo Ludoznawcze (którego kontynuatorem jest Oddział Polskiego Towarzystwa Ludoznawczego w Poznaniu) stając na jego czele. Wspólnie ze swoją córką Wiesławą zbierały rzeczy kolekcjonerskie w terenie. 28 grudnia 1911 dzięki swojej pracy mogła w budynku Poznańskiego Towarzystwa Przyjaciół Nauk otworzyć muzeum (jego spadkobiercą jest Muzeum Etnograficzne, Oddział Muzeum Narodowego w Poznaniu), które przeniesiono w 1921 do Muzeum Wielkopolskiego. Zgromadzone muzealia wystawiono tam jako „Zbiory Ludoznawcze im. Heleny i Wiesławy Cichowicz”. Kierując nim aż do śmierci mocno je rozszerzyła oraz nadała zbiorom znaczenie ogólnopolskie. W 1922 roku zorganizowała wystawę koronek, we współpracy z Muzeum Cinquantenaire w Brukseli.

## Upamiętnienie
Po śmierci kierowniczką zbiorów została jej córka - Wiesława, która opiekowała się wielkopolską twórczością ludową, a szczególnie hafciarstwem. W 1911 został przez nią wydany pierwszy katalog poznańskich zbiorów ludoznawczych w wersji polskiej i niemieckiej oraz w 1929 wydała Przewodnik ilustrowany po Dziale Ludoznawczymi. Napisała również wiele artykułów o zbiorach poznańskich oraz wydała pionierską pracę o stroju bamberskim (w księdze jubileuszowej XXV-lecie Zbiorów Ludoznawczych, im. H. i W. Cichowicz, P. 1937). We wspomnieniu pośmiertnym zamieszczonym w czasopiśmie „Lud” w 1930 roku Adam Fischer tak opisywał jej wkład w badanie kultury Wielkopolski: "Działalność ś. p. Heleny Cichowiczowej posiada dla etnografji bardzo wielkie znaczenie, ponieważ na terenie wielkopolskim, szczególnie narażonym na niwelacyjne wpływy cywilizacyjne zachodnioeuropejskie, przystąpiła do zbierania ludoznawczych okazów muzealnych, wtedy, gdy .jeszcze można było je znaleść j ocalić od zniszczenia. Twórczyni Muzeum Ludoznawczego w Poznaniu pozostawiła po sobie istotnie niezatarty dowód "gorliwości obywatelskiej i miłości dla ludu".